# Fontanillas de Castro
Fontanillas de Castro es una localidad española del municipio de San Cebrián de Castro, situada en la comarca de Tierra del Pan, en la provincia de Zamora, comunidad autónoma de Castilla y León.

## Geografía humana

### Demografía
| Gráfica de evolución demográfica de Fontanillas de Castro entre 1842 y 1970 |
| |
| Población de derecho según los censos de población del INE Población de hecho según los censos de población del INEEn este censo se denominaba Fontanillas: 1842 Entre el censo de 1981 y el anterior, este municipio desaparece porque se integra en el municipio 49186 (San Cebrián de Castro) |

## Cultura

### Patrimonio
En la capilla mayor de la iglesia de la Inmaculada Concepción hay retablos que comenzaron a entallarse en 1762 por el escultor de Medina de Rioseco Francisco Fernández. Todas sus esculturas se caracterizan por presentar piernas adelantadas y actitudes declamatorias y amaneradas. También se advierte en las imágenes titulares de San José y el Ángel Custodio la influencia del también escultor Gregorio Fernández.
Igualmente, destaca un crucifijo manierista de principios del siglo XVII, además del retablo de San José y un San Antonio Abad del siglo XIX.
Encontramos también las ruinas de un castillo que se disputan los municipios de San Cebrian y Fontanillas, aunque se encuentra ubicado en el término municipal de Fontanillas

### Fiestas
Fontanillas de Castro celebra sus fiestas el 8 de diciembre, en honor de la Inmaculada Concepción, y el 5 de agosto, la fiesta del turista.